# Giuseppe Bruno (matematico)
Giuseppe Bruno (Mondovì, 21 giugno 1828 – Torino, 2 febbraio 1893) è stato un matematico italiano, socio dell'Accademia delle Scienze di Torino e autore di notevoli lavori sulla geometria e l'analisi.

## Biografia
I suoi genitori erano poveri ma vinse un posto libero al Collegio Carlo Alberto dove iniziò gli studi universitari. Entrò nell'Università di Torino nel 1843, laureandosi in filosofia in soli tre anni.
Dopo aver insegnato presso il Collegio Carlo Alberto tra il 1846 e il 1847 si trasferì a Ceva dove insegnò filosofia, poi ritornò a Torino. A Torino insegnò matematica al Collegio Nazionale dal 1850 in poi.
Nel 1850 Bruno si laureò in ingegneria idraulica. Dal 1852 al 1858 insegnò algebra e geometria, mentre dal 1860 al 1862 insegnò calcolo differenziale e integrale.
Nel 1863 insegnò geometria descrittiva all'università.
Insegnò geometria proiettiva a partire dal 1875 e nel 1881 divenne il preside della Facoltà di Scienze. Socio dell'Accademia delle Scienze di Torino, fu uno dei maestri di Corrado Segre, che divenne il caposcuola della geometria algebrica italiana. Fu Giuseppe Bruno ad instillare in Segre un grande amore per la geometria, e a convincerlo a dedicarsi alla matematica, anziché all'ingegneria, come avrebbe voluto il padre di Segre. Segre, che fu poi assistente di Bruno negli anni ottanta, nella nota biografica in sua commemorazione si dichiarò suo discepolo:
(Corrado Segre )

## Contribuiti scientifici
Bruno fu autore di 21 lavori scientifici, dei quali due di Analisi, su equazioni differenziali lineari e frazioni continue, e i rimanenti di Geometria. Questi ultimi riguardano le coniche, le quadriche e altre superfici; in particolare, Bruno ha corretto un'inesattezza di Poncelet relativamente ai quadrilateri  circoscritti ad una quadrica e ha dato una nuova costruzione delle coniche.
Secondo Corrado Segre «gli scritti del Prof. BRUNO, tutti, o quasi, portano un utile contributo alla scienza».